# Osiedle Kwiatowe (Poznań)

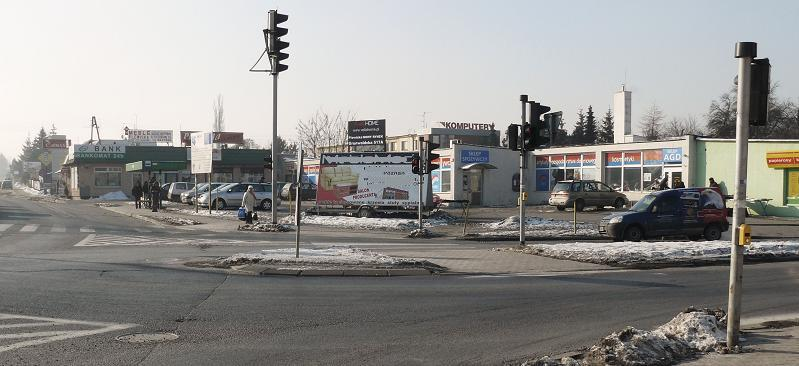
Skrzyżowanie ulic Malwowej i Grunwaldzkiej - centrum handlowe Osiedla

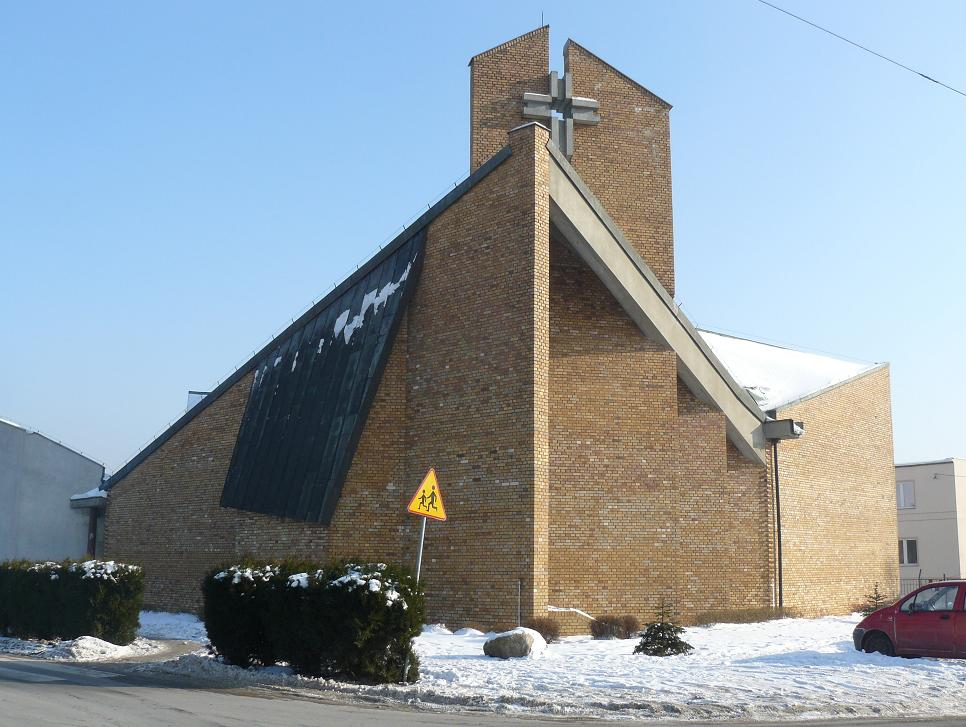
Kościół św. Jadwigi Śląskiej - widok od ul. Floksowej

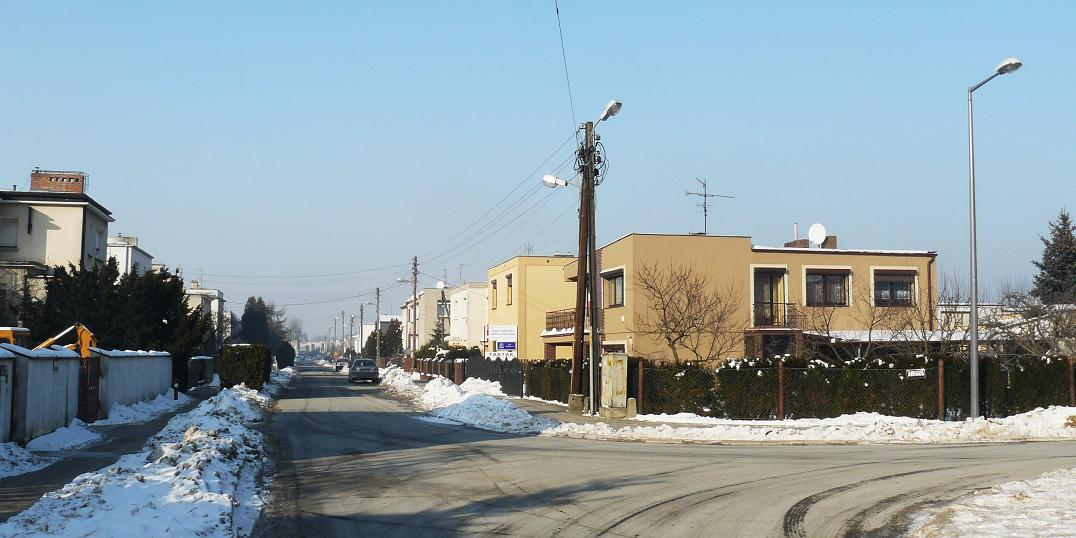
Narożnik ulic Astrowej i Floksowej - typowa zabudowa Osiedla

Osiedle Kwiatowe (pierwotnie pod nazwą Osiedle Plewiska) – część miasta oraz osiedle administracyjne Poznania, a zarazem jednostka obszarowa Systemu Informacji Miejskiej (SIM),  na zachodnim krańcu miasta.

## Położenie
Zlokalizowane na południowy zachód od Junikowa, pomiędzy cmentarzem junikowskim a linią kolejową E20. Graniczy na północnym zachodzie ze Skórzewem (wsią sołecką), a na południu z Plewiskami.
Przez Osiedle Kwiatowe przepływają dwa cieki wodne: Skórzyna i Plewianka.

## Historia
10 października 1986 (jeszcze przed przyłączeniem do Poznania) oddano do użytku osiedlowy dom kultury zrealizowany dzięki staraniom społecznego komitetu jego budowy (adaptowany z zakupionego domu mieszkalnego).
1 stycznia 1987 przyłączono do Poznania część obszaru wsi Plewiska o powierzchni 228,50 ha z gminy Komorniki.
W 1992 utworzono jednostkę pomocniczą miasta Osiedle Plewiska. W 1998 zmieniono nazwę jednostki pomocniczej Osiedle Plewiska na Osiedle Kwiatowe. W 2006 przyłączono do osiedla obszar na północ od ulicy Malwowej wraz z ulicą Chryzantemową.

## Toponimia
Nazwy ulic na terenie Osiedla Kwiatowego wywodzą się przede wszystkim z jednej grupy toponimicznej – nazwy kwiatów, np. Przylaszczkowa, Sasankowa, Łubinowa, czy Krokusowa. Jest to skorelowane z nazwą całego osiedla.
Początkowo (1987) istniały dwa konkurencyjne projekty nazewnictwa ulic osiedla. Drugi zakładał nadanie nazw związanych z kulturą grecko-rzymską i został zgłoszony przez Komisję ds. Nazewnictwa Ulic. Ostatecznie zwyciężył jednak projekt istniejący do dziś, a zgłoszony przez Komitet Osiedlowy Plewiska.

## Struktura
Osiedle Kwiatowe zostało zabudowane przede wszystkim domami jednorodzinnymi i szeregowymi w 2. połowie XX w. Istnieje tu także spory udział drobnego biznesu, związanego w dużym stopniu z motoryzacją, usługami cmentarnymi i gastronomią. Osiami osiedla są ul. Malwowa oraz Grunwaldzka. W centrum założenia przestrzennego stoi kościół św. Jadwigi Śląskiej przy ul. Cyniowej 15.

## Siedziba Rady Osiedla
Adres Rady Osiedla
Osiedlowy Dom Kultury Stokrotka, ul. Cyniowa 11, 60-175 Poznań

## Komunikacja
Osiedle Kwiatowe obsługiwane jest przez linie autobusowe 177, 727 i 803 (MPK Poznań i TPBus na zlecenie ZTM Poznań).

## Stacja kolejowa
Na granicy Osiedla Kwiatowego i Plewisk znajduje się przystanek kolejowy Poznań Junikowo i do 1997 zlikwidowany Poznań Plewiska.